# 青年報道写真研究会
青年報道写真研究会（せいねんほうどうしゃしんけんきゅうかい）とは、戦前の日本で結成された写真家の団体。
1938年7月に、土門拳、藤本四八、濱谷浩、田村茂、林忠彦、杉山吉良、光墨弘、加藤恭平 (写真家)、梅本忠男、湯川共夫、望月文吾、山村一平、箕輪修、佐藤重雄、若松富士彦（若松不二夫？）、古賀乾一、柴田隆二、仁木正一郎、奈良原弘、伊藤幸男、沼野譲、吉田榮、泉玲次郎、牧田仁、越壽雄、山川益男、南庸之助、相澤敬一、白木俊二郎（白木俊次郎？）、松島進、田中義夫、田村榮により設立された（フォトタイムス1938年9月25ページ（青年報道写真研究会規約）より）。創立メンバーではない他のメンバーとしては、宮内重蔵、皆川健次郎、三宅定雄、溝口宗博、佐藤孝一、吉田儀十郎、松井富士夫らがいる。
新進の報道写真系統の写真家が集まることにより、当時すでに地位を確立して有力な同系統の写真家であった、木村伊兵衛、堀野正雄、名取洋之助、渡辺義雄らに対抗するという意味合いがあった。
1939年4月30日から10月31日まで開催されたニューヨーク万国博覧会（前期）の国際館カヴァードスペース日本部に展示された写真壁画4つのうちの1つ「躍進日本」は、青年報道写真研究会の土門拳、若松不二夫、山川益男、溝口宗博、杉山吉良の撮影によるものである（出品者は国際文化振興会、構成は山脇巖、印画引伸はジーチーサン商会）（「写真壁画の時代　パリ万国博とニューヨーク万国博国際館日本部を中心に」・川畑直道（国書刊行会、「帝国」と美術、五十殿利治編・所収）・472ページおよび491ページ）
1939年7月には、報道写真展を開催、23人143点が出品されたという。
1940年9月に日本報道写真家協会となり（幹事長・梅本、常任幹事・土門拳・仁木正二郎ら13人）、さらに1941年12月には、日本報道写真協会（会長・松井春生、理事長・渡辺義雄）となり、国策に取り込まれることとなった。
本研究会についてのまとまった文献は存在せず、メンバーを含め、その活動の全貌はよくわかっていない。

## 主要参考文献
- 日本写真史概説（飯沢耕太郎・石井亜矢子、日本の写真家・別巻、岩波書店、1999年）59ページ～60ページ、付録17ページ～18ページ
- 日本の写真・第1部・展覧会カタログ（東京都写真美術館、1996年）127ページ
- 日本近代写真の成立と展開・展覧会カタログ（東京都写真美術館、1995年）277ページ
- 都市の視線　日本の写真1920-30年代・飯沢耕太郎・創元社・1989年・281ページ～283ページ
- 日本近代写真の成立　関東大震災から真珠湾まで1923年-1941年（金子隆一、柏木博、伊藤俊治、長谷川明、青弓社、1987年）172ページ～173ページ（長谷川明執筆部分）、204ページ（年表）
- 戦時グラフ雑誌の宣伝戦（井上祐子、青弓社、2009年）184ページ、189ページ
- 「フォトタイムス」1938年9月号25ページ（青年報道写真研究会規約）
- 「フォトタイムス」1940年9月号23ページ（青年報道写真研究会打合会報告）